# Selección de fútbol de São Paulo
La selección de Fútbol de São Paulo fue un equipo de fútbol estatal formado por la convocación de los mejores futbolistas del estado de São Paulo (Brasil).

## Historia
La Selección de Fútbol de São Paulo convocó a los mejores jugadores de clubes del estado de São Paulo, para diferentes disputas, con énfasis en el Campeonato Brasileño de Selecciones estatales. Este ciertamente tuvo 29 ediciones desde 1922 hasta 1962 y una más en 1987.
En la historia de esta competición, el equipo paulista conquistó 13 títulos (12 para el CBD y 1 para la FBF), contra 15 de Río de Janeiro, 1 de Bahia y 1 de Minas Gerais. Fue campeón de la primera edición y subcampeón de la última. El equipo de Río de Janeiro era su mayor rival.
Estaba el Nuevo Equipo de São Paulo, que jugó algunos partidos amistosos, principalmente contra el Equipo de Río de Janeiro. El 22 de junio de 1975, en el Maracanã, el nuevo equipo de São Paulo venció al equipo de Río de Janeiro por 2-0, en un partido preliminar entre los principales equipos.
Además de ésta, otra era la Selección del Interior de São Paulo, que tenía una función similar.
Desde 1901, la Selección de São Paulo disputó 383 partidos, 160 de los cuales fueron en campeonatos, copas o torneos y 223 amistosos. Jugó 134 partidos contra el equipo de Río de Janeiro. En 1907, en la competición denominada Taça Brasil, resultó campeón.

## Palmarés

### Títulos oficiales
- Campeonato Brasileño de Selecciones Estatales: 13 (1922, 1923, 1926, 1929, 1933, 1934-FBF, 1936,[2] 1941, 1942,[3][4][5] 1952, 1954, 1956 y 1959)
- Taça Brasil: 1907

### Torneos amistosos
- Torneo João Lira Filho: 1954
- Trofeo Miguel Arraes: 2007[6][7][8][9]

### Categorías inferiores
- Copa de Selecciones Estatales Sub-20: 2015

## partidos
| caracter             | fecha                  | rival          | resultado |           | lugar               |
| -------------------- | ---------------------- | -------------- | --------- | --------- | ------------------- |
| Amistoso             | 10 de octubre de 2004  | Rio de Janeiro | 1-1       | São Paulo | Río de Janeiro      |
| Trofeo Miguel Arraes | 1 de mayo de 2007      | Pernambuco     | 0-2       | São Paulo | Recife              |
| Copa Innovación      | 9 de diciembre de 2010 | Rio de Janeiro | 1-3       | São Paulo | San Caetano del sur |